# Осейдж (язык)

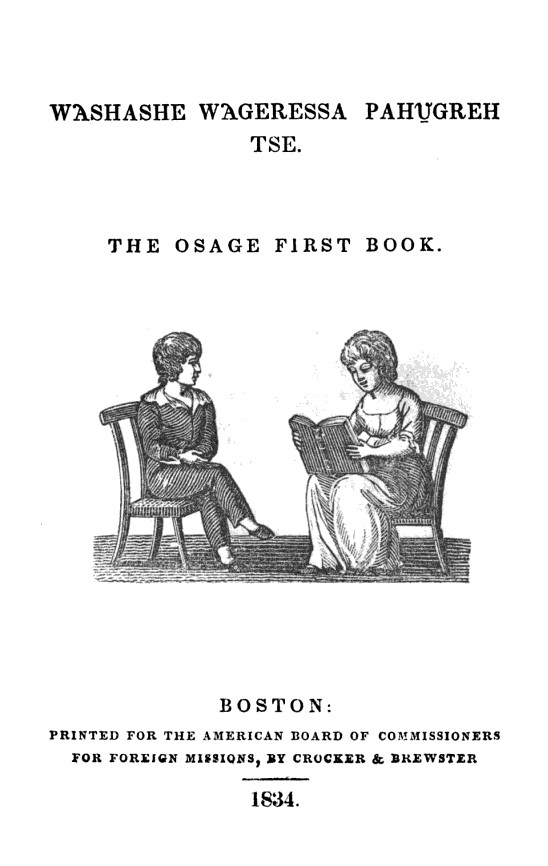
Книга, написанная на языке Осейдж

Осейдж (Osage, Wazhazhe) — мёртвый сиуанский язык индейцев осейджи, близкий к языку дхегиха. Носители проживали в резервации на севере штата Оклахома (округ Осейдж) в США. Последняя носительница языка, Люсиль Рубедо (англ. Lucille Roubedeaux), умерла в 2005 году.
Осейдж пишется преимущественно с использованием латинского алфавита с диакритическими знаками.
В 2006 году был создан новый алфавит; обновленная версия 2014 была включена в Юникод версии 9.0 в июне 2016 года в блок Осейдж.